# Carpe Diem (álbum de Aqua Timez)
Carpe Diem é o quarto álbum de estúdio da banda de rock alternativo Aqua Timez. Foi lançado em 16 de fevereiro de 2011, alcançando a posição de número 3 no ranking da Oricon de 23 de fevereiro de 2011.
Até agora, Carpe Diem gerou quatro singles:"Plumeria: Hana Uta", "Ehagaki No Haru", "Gravity Ø" e, por último, mas não menos importante, "Mayonaka no Orchestra".

## Faixas
Todas as faixas escritas e compostas por Aqua Timez. 
| Carpe Diem     |                         |         |  |
| N.º            | Título                  | Duração |  |
| 1.             | "Hyakunen no Ki"        | 4:08    |  |
| 2.             | "Saigo Made"            | 4:34    |  |
| 3.             | "Plumeria: Hana Uta"    | 4:56    |  |
| 4.             | "Mayonaka no Orchestra" | 5:54    |  |
| 5.             | "Carpe Diem"            | 6:25    |  |
| 6.             | "Toki ~Interlude~"      | 1:27    |  |
| 7.             | "Memento Mori"          | 5:49    |  |
| 8.             | "Kaze ni Fukarete"      | 5:27    |  |
| 9.             | "Milky Blues"           | 3:57    |  |
| 10.            | "Let Loose"             | 3:37    |  |
| 11.            | "Gravity Ø"             | 5:05    |  |
| 12.            | "Ehagaki no Haru"       | 4:56    |  |
| 13.            | "Gingatetsudou no Yoru" | 6:39    |  |
| Duração total: | Duração total:          | 62:53   |  |

## Participantes
- Futoshi - Vocal
- Tomohisa Okada - Baixo
- Daisuke Hasegawa - Programação, Guitarra
- Mayuko - Teclado
- Tomoyoki Tasshima - Bateria